# Encephalartos caffer
Encephalartos caffer (Thunb.) Lehm., 1834, nota anche come pane dei Cafri, è una pianta appartenente alla famiglia delle Zamiaceae, diffusa nella provincia del Capo Orientale, in Sudafrica.
Il suo epiteto specifico fa riferimento alla località nota come Caffrara, nella provincia del Capo Orientale.

## Descrizione
È una pianta acaule, con un fusto lungo 30–40 cm e largo 20–25 cm. Occasionalmente, una piccola porzione del fusto può fuoriuscire dal terreno. Le radici sono corte e piuttosto spesse.
Le foglie sono lunghe 50–100 cm e di colore verde scuro. Quelle più giovani sono ricoperte da una fitta peluria che viene persa quando raggiungono la maturazione. Le foglioline lanceolate, lunghe 8–10 cm sono disposte sul rachide in modo opposto con un angolo di 120-150º; i margini sono lisci e interi.
È una specie dioica, con coni maschili di forma ovoidale, di colore giallo, lunghi 20–30 cm e larghi 7–12 cm. I coni femminili hanno una forma ovoidale, sono lunghi 30 cm e hanno un diametro di 15 cm. Ciascuna pianta produce un solo cono per volta. Tanto i macrosporofilli quanto i microsporofilli sono disposti a spirale sui rispettivi coni.
I semi hanno una forma oblunga e sono ricoperti da un tegumento di colore rosso.

## Distribuzione e habitat
La specie è diffusa nella provincia del Capo Orientale, in Sudafrica, principalmente nei distretti di Humansdorp e Albany.
Cresce di preferenza nelle praterie, anche tra le rocce, ad un'altitudine compresa tra 300 e 700 m s.l.m. Le precipitazioni annue in questo habitat si aggirano tra i 750 e i 1 000 mm, con estati calde e inverni temperati.

## Conservazione
La IUCN Red List classifica E. caffer come specie prossima alla minaccia (Near Threatened). In particolare risente dei danni provocati dall'agricoltura e dalla raccolta di esemplari a scopo ornamentale.
La specie è inserita nella Appendice I della Convention on International Trade of Endangered Species (CITES)